# 相模原市指定文化財一覧
相模原市指定文化財一覧（さがみはらししていぶんかざいいちらん）は、神奈川県相模原市指定の文化財や史跡等記念物を一覧形式でまとめたものであるが、全てを掲載しているわけではない。

## 概要
旧津久井町指定文化財、相模湖町指定文化財、城山町指定文化財、藤野町指定重要文化財は編入されている。

## 有形文化財

### 建造物
- 無量光寺山門 〔南区当麻〕 2001年4月1日指定
- 観音寺の仁王門 〔緑区中野〕 2007年4月1日指定
- 鳥屋諏訪神社本殿 附 安永四年棟札1枚 〔緑区鳥屋〕 2007年4月1日指定
- 大石神社の神楽殿 〔緑区牧野〕 2009年7月27日指定
- 牛鞍神社本殿 附 棟札1枚 〔緑区千木良〕 2010年4月1日指定

### 絵画
- 宗祐寺の涅槃図 〔中央区水郷田名〕 2007年4月1日指定
- 牧野山蓮乗院の両界曼荼羅図 〔緑区牧野〕 2008年4月1日指定

### 彫刻
- 木造一遍上人立像 〔南区当麻〕 2001年4月1日指定 ※無量光寺所有
- 木造不動明王坐像 〔南区下溝〕 2001年4月1日指定 ※下溝八幡宮所有
- 木造神像坐像 〔中央区上溝〕 2001年4月1日指定 ※亀ヶ池八幡宮所有
- 木造不動明王坐像 〔南区磯部〕 2001年4月1日指定 ※磯部八幡宮所有
- 木造弁才天坐像 〔中央区田名〕 2001年4月1日指定 ※望地弁天堂所有
- 顕鏡寺の木造阿弥陀如来坐像 〔緑区寸沢嵐〕 2007年4月1日指定 ※顕鏡寺所有
- 福寿院の木造薬師如来坐像 〔緑区牧野〕 2008年4月1日指定
- 浄禅寺の木造十一面観音坐像 附 鞘仏・木造十一面観音坐像 〔緑区佐野川〕 2008年4月1日指定
- 八幡神社の銅造聖観音菩薩立像 〔緑区佐野川〕 2008年4月1日指定
- 桂林寺の石造地蔵菩薩坐像 〔緑区名倉〕 2008年4月1日指定
- 浄光寺の木造阿弥陀如来坐像 〔緑区吉野〕 2008年4月1日指定
- 普門寺の木造聖観音菩薩立像 〔緑区中沢〕 2008年4月1日指定
- 井原寺の木造聖観音菩薩立像 〔緑区青野原〕 2010年4月1日指定

### 古文書
- 長松寺文書 〔南区新戸〕 2001年4月1日指定
- 無量光寺文書 〔南区当麻〕 2001年4月1日指定
- 当麻郷野帳 〔中央区高根〕 2001年4月1日指定 ※相模原市立博物館
- 光明寺文書 〔緑区青山〕 2009年7月27日指定

### 考古資料
- 田名坂上遺跡出土三彩小壺 〔中央区高根〕 2004年4月1日指定 ※相模原市立博物館
- 田名塩田遺跡群出土黒曜石原石 〔中央区田名塩田〕 2012年4月1日指定 ※田名向原遺跡旧石器時代学習館
- 勝坂遺跡出土縄文時代草創期遺物 〔中央区高根〕 2012年4月1日指定 ※相模原市立博物館
- 当麻東原古墳及び東原遺跡出土品 〔中央区高根〕 2012年4月1日指定 ※相模原市立博物館
- 矢掛・久保遺跡出土品 〔中央区高根〕 2012年4月1日指定 ※相模原市立博物館

### 歴史資料
- 中和田延文四年の板碑（双碑） 〔南区上鶴間本町〕 2001年4月1日指定 ※惣吉稲荷所有
- 上矢部乾元二年の画像板碑 〔中央区上矢部〕 2001年4月1日指定
- 蓮乗院の順席 〔緑区東橋本〕 2002年4月1日指定 ※蓮乗院所有
- 相澤日記 〔緑区橋本〕 2003年4月1日指定
- 上溝正応五年の板碑 〔中央区上溝〕 2004年4月1日指定 ※安楽寺所有
- 相模野周辺三十六カ村入会絵図 〔中央区高根〕 2005年4月1日指定 ※相模原市立博物館
- 小泉道場神文血判帳並びに序目録 〔中央区高根〕 2005年4月1日指定 ※相模原市立博物館
- 相州津久井領絵図（平本家本） 〔緑区青山〕 2007年4月1日指定
- 築井古城記碑 〔緑区太井・根小屋〕 2007年4月1日指定
- 沢井延文六年の阿弥陀三尊来迎像陽刻板碑 〔緑区沢井〕 2008年4月1日指定

## 民俗文化財

### 有形民俗文化財
- 村富神社の獅子頭 〔中央区矢部〕 2001年4月1日指定

### 無形民俗文化財
- 番田の神代神楽 〔中央区上溝 亀ヶ池八幡宮〕 2001年4月1日指定 ※番田神代神楽保存会
- 田名八幡宮の的祭 〔中央区水郷田名〕 2001年4月1日指定 ※田名八幡宮的祭保存会
- 相模の大凧揚げ 〔南区新戸〕 2010年4月1日指定 ※相模の大凧文化保存会（相模の大凧センター）

## 記念物

### 史跡
- 無量光寺境内及び笈退の遺跡 〔南区当麻〕 2001年4月1日指定
- 惣吉稲荷境内 〔南区上鶴間本町〕 2001年4月1日指定
- 当麻谷原古墳（1号墳）〔南区当麻〕 2001年4月1日指定
- 当麻東原古墳〔南区当麻〕 2001年4月1日指定
- 相模野基線北端点 〔南区麻溝台〕 2001年4月1日指定
- 龍像寺の岡野氏墓地 〔中央区東淵野辺〕 2002年4月1日指定

### 天然記念物
- 城山のウラジロガシ 〔緑区城山〕 2009年7月27日指定